# Văduva isteață
Văduva isteață (italiană/venețiană: La vedova scaltra) este o piesă de teatru de Carlo Goldoni din 1748. Este o comedie în trei acte.

## Prezentare
Se pune multă presiune asupra unei tinere văduve, Rosaura, pentru ca aceasta să se recăsătorească. Ea are patru pretendenți: un francez, un englez, un spaniol și un italian.
Această piesă de comedie este plină de intrigi, aventuri și întâmplări amuzante. Cu toate acestea, Rosaura, în ciuda presiunii sociale, vrea să fie stăpână pe alegerea sa.

## Personaje
- Rosaura, văduva lui Stefanello de' Bisognosi și fiica Doctorului Lombardi
- Eleonora, sora sa
- Pantalone de' Bisognosi, cumnatul Rosaurei și amantul Eleonorei
- Doctorul Lombardi, din Bologna, tatăl  Rosaurei și al Eleonorei
- Contele de Bosco Nero, italian
- Milord Runebif, englez
- Monsieur Le Blau, francez
- Don Alvaro de Castiglia, spaniol
- Marionette, franțuzoică, servitoarea Rosaurei
- Arlecchino, slujitorul de la han
- Birif, slujitorul lui Runebif
- Folletto, lacheu al contelui
- Servitori ai lui Pantalone
- Un caffettiere cu băieții săi

## Opere
- Le quattro nazioni, o La vedova scaltra, operă de Niccolò Piccinni din 1773
- La vedova scaltra, operă de Ermanno Wolf-Ferrari din 1930, prima interpretare Teatro Dell'Opera di Roma, 5 martie 1931, regizor Marcello Govoni

## Ecranizări
- La Veuve rusée, film de televiziune din 1969 regizat de Jean Bertho[1]